# Lasse Crona
Lars (Lasse] Crona, född 1930, död 1991, var en svensk tecknare och grafiker. 
Han var son till konstnären Georg Crona och Edith Nilsson. Crona studerade vid Det Kongelige Danske Kunstakademi i Köpenhamn. Hans konst består av stadsbilder från danska städer och humoristiskt betonade figursaker. Han signerade ibland sina verk med Crona fils. Crona är representerad vid Helsingborgs museum. 